# Бой при Драгомане
Бой при Драгомане (болг. Бой при Драгоман) — сражение во время сербско-болгарской войны, произошедшее 22 ноября 1885 года между авангардом болгарской армии и частями Шумадийской, Дринской и Дунайской сербских дивизий, оборонявших перевал.